# Mała Buczynowa Turnia
Mała Buczynowa Turnia (słow. Malá bučinová veža, Malá Bučinová turnia, niem. Kleiner Buchentalturm, węg. Kis-Buczyna-torony) – szczyt w grupie Buczynowych Turni, znajdujący się w długiej wschodniej grani Świnicy w polskich Tatrach Wysokich, pomiędzy Wielką Buczynową Turnią, od której oddziela ją głęboka Buczynowa Przełęcz, a Ptakiem, od którego oddziela ją Wyżnia Przełączka pod Ptakiem.
Mała Buczynowa Turnia to szczyt o trzech wierzchołkach. Najwyższy jest środkowy, północno-zachodni jest minimalnie niższy, wschodni jest niższy o ok. 10 m. Ściana północna o wysokości około 200 m opada na piargi Zadnich Usypów w Pańszczycy. Na południową stronę do Doliny Roztoki z dwóch skrajnych wierzchołków schodzą dwie grzędy tworzące obramowanie dla Szerokiego Żlebu Buczynowego. Orograficznie prawa grzęda tworzy wschodnie zbocza Dolinki Buczynowej. Znajduje się w niej Buczynowy Przechód i Buczynowa Kopka. Grzęda lewa oddziela Szeroki Żleb Buczynowy od Żlebu pod Krzyżnem.
Mimo że szczyt nazywa się Buczynowy, w istocie jego południowe stoki opadają głównie do Doliny Roztoki. Jedynie niewielka ścianka północno-zachodnia opada do Dolinki Buczynowej.

## Turystyka
Szlak Orlej Perci trawersuje zbocza wierzchołka północno-zachodniego po stronie Doliny Roztoki, przekracza Szeroki Żleb Buczynowy wyprowadzając na siodełko w najwyższej części jego lewej grzędy, następnie trawersuje południowe stoki wierzchołka wschodniego, omijając go. Jest on ze szlaku łatwo osiągalny i często turyści wchodzą na niego. Z wierzchołka widoczna jest panorama podobna do tej z Krzyżnego. Przez około 30 m szlak prowadzi granią, następnie schodzi w dół i znów aż do Krzyżnego trawersuje stoki południowe.

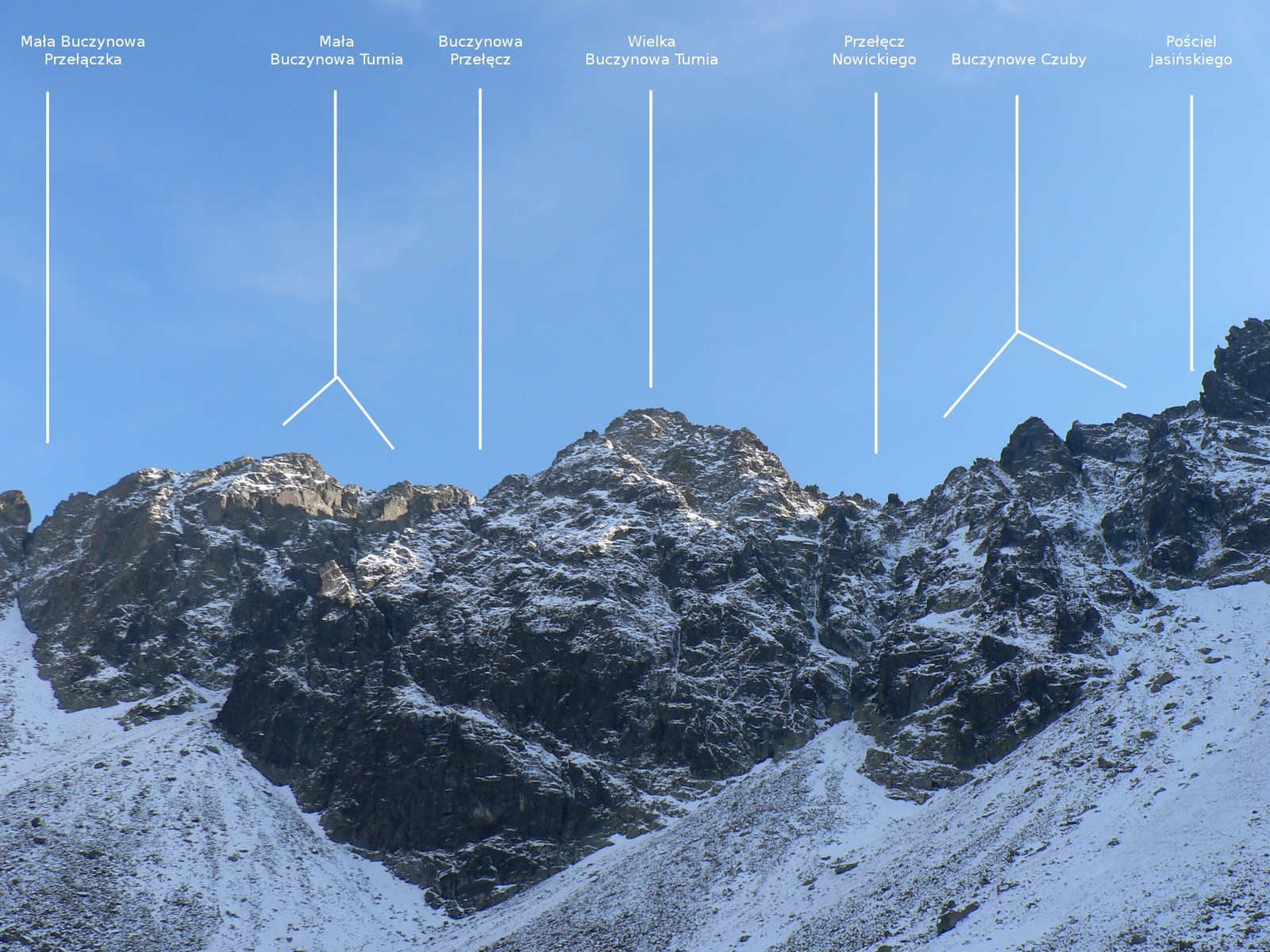
Mała Buczynowa Turnia zaznaczona po lewej – widok z Pańszczycy

- Czas przejścia z Zawratu na Krzyżne: 6:40 h
- Czas przejścia z Krzyżnego na Kozi Wierch (część Zawrat – Kozi Wierch jest jednokierunkowa!): 3:35 h.

## Taternictwo
Pierwsze turystyczne wejście na Małą Buczynową Turnię:
- latem – ks. Walenty Gadowski, trzej przewodnicy i tragarz Jędrzej Para, 1900 r.,
- zimą – Henryk Bednarski, Józef Lesiecki, Mariusz Zaruski, Stanisław Zdyb, 4 marca 1910 r.[4]

Na Małej Buczynowej Turni dopuszczalna jest wspinaczka skalna, ale tylko od strony południowej. Przed około 100 laty północna ściana Małej Buczynowej Turni była popularnym obiektem wspinaczkowym taterników, obecnie praktycznie nikt na niej się nie wspina (z powodu zakazu, ale również kruchości ścian). W opisie jej dróg wspinaczkowych istnieje duże zamieszanie. Istnieją liczne drogi wspinaczkowe na ścianach południowych, mało jednak popularne, taternicy wspinają się tutaj rzadko.